# Сегментация пакетов
Сегментация пакетов — процесс деления пакета данных на более мелкие единицы для передачи по сети, реализуемый на четвёртом уровне модели OSI — транспортном. Сегментация может потребоваться, в частности, если пакет данных больше, чем максимальный блок передачи, поддерживаемый сетью.
Протоколы, которые выполняют сегментацию пакетов со стороны отправителя, обычно содержат механизм, позволяющий обратить процесс и собрать исходный пакет из отдельных сегментов на стороне адресата. Этот процесс может включать автоматические запросы повторной передачи (ARQ) для обнаружения недостающих сегментов и запросы адресату на повторную отправку определённых сегментов.
В системе связи, основанной на многоуровневой модели OSI, сегментация пакетов может отвечать за разделение одного MPDU на несколько блоков данных обслуживания физического уровня, чтобы обеспечить надёжную передачу (и возможную повторную передачу через ARQ) каждого из них индивидуально.
Стандарт ITU-T G.hn, который обеспечивает способ создания высокоскоростной (до 1 гигабит/с) локальной сети с использованием существующей домашней проводки (линий электропередач, телефонных линий и коаксиальных кабелей), является примером протокола, который использует сегментацию пакетов для повышения надёжности в подверженных помехам средах.